# Whitehead-variëteit

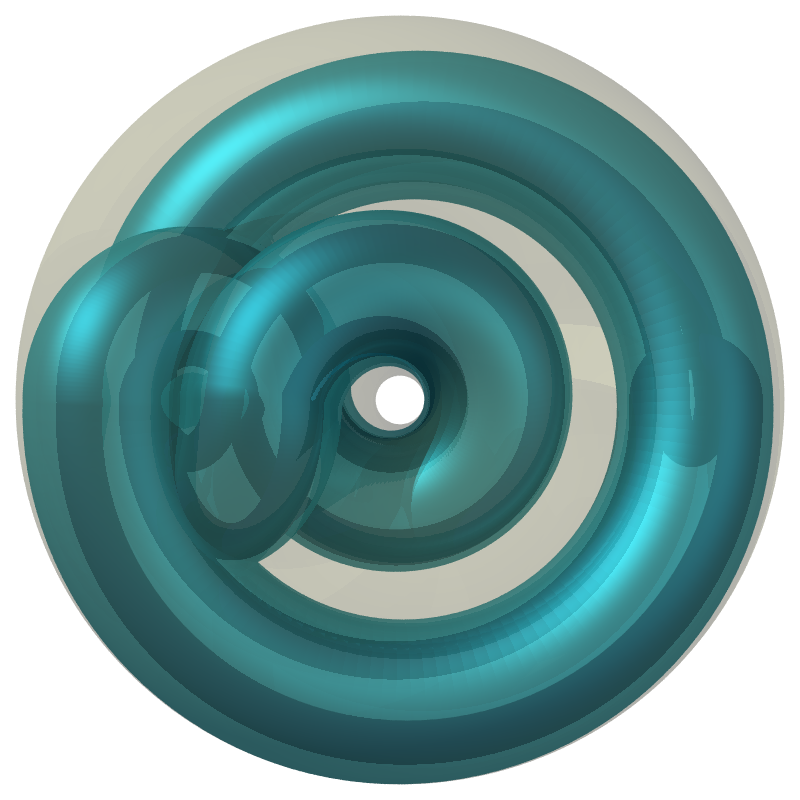
Eerste drie tori van de constructie van een Whitehead-variëteit

In de topologie, een deelgebied van de wiskunde, is de Whitehead-variëteit een open 3-variëteit die samentrekbaar, maar niet homeomorf is aan R3. Henry Whitehead ontdekte dit raadselachtige object, terwijl hij probeerde het vermoeden van Poincaré te bewijzen.